# Côte de Konkan
La côte de Konkan, (en marathi : कोकण किनारा, kōkaṇ kinārā, en kannada : ಕೊಂಕಣ ಕರಾವಳಿ, koṅkaṇa karāvaḷi) est une partie de la côte occidentale de l'Inde, entre le golfe de Cambay au nord et la côte de Canara ou de Malabar au sud.
Elle comprend principalement les façades maritimes des États du Maharashtra, dont la ville de Bombay, et de Goa. La partie septentrionale du littoral du Karnataka, correspondant au district d'Uttara Kannada, peut également y être adjointe,.
Ses habitants s'appellent konkani, et le konkânî est une langue parlée dans la région.

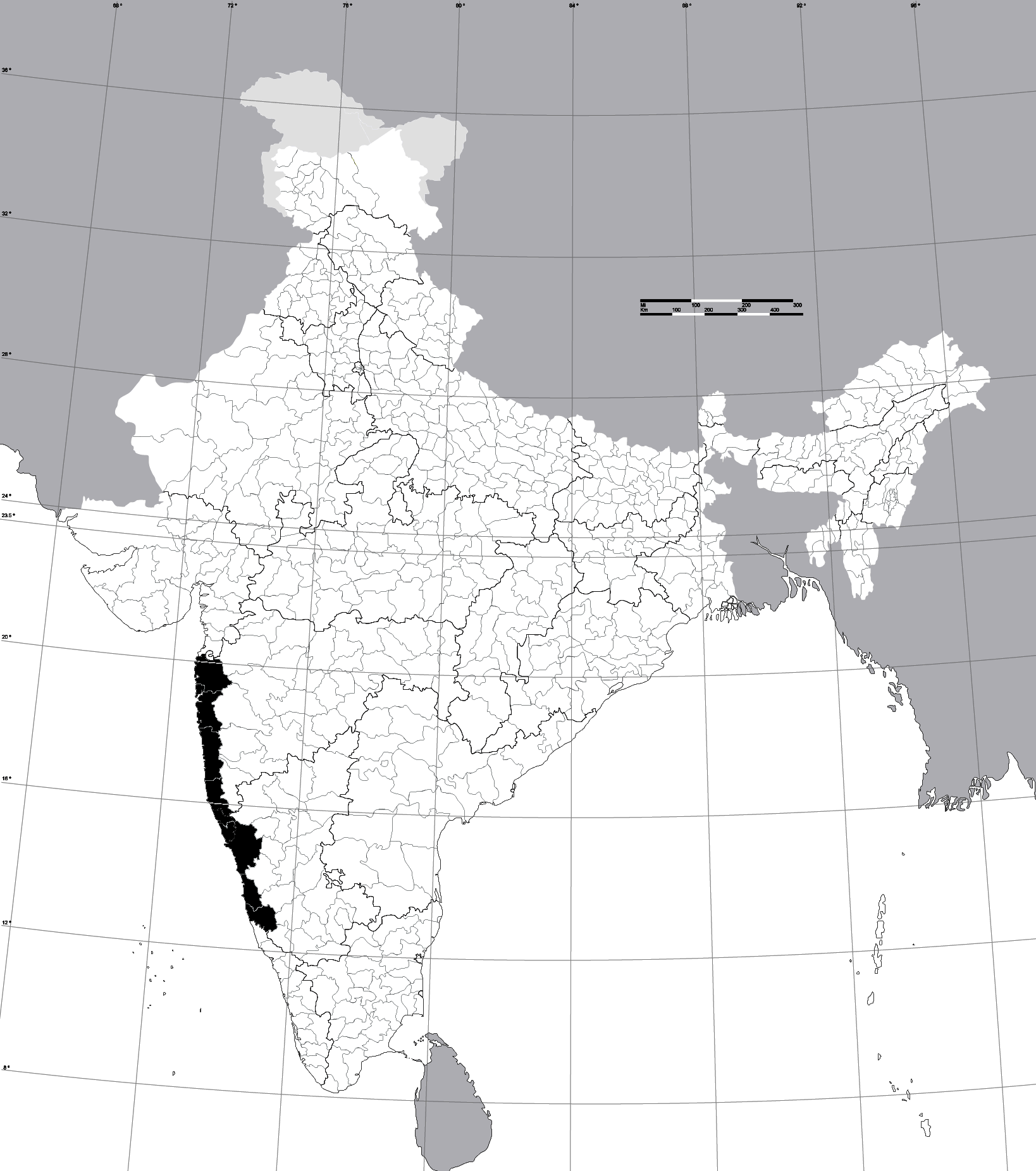
Carte avec la zone du Konkan (dans sa définition extensive) suggérée en noir.

## Personnalités de cette région
- Vaman Shivram Apte (1858 - 1892), lexicographe, indianiste et pédagogue.